# 儲蓄機構管理局
儲蓄機構管理局（Office of Thrift Supervision，缩写：OTS）曾是屬於美國財政部的一個政府機構，也是聯邦儲蓄機構（federal savings associations, 有時也稱federal thrifts）的主要管理者。聯邦儲蓄機構包括眾多的聯邦儲蓄銀行和聯邦儲蓄與借款機構。OTS也負責管理儲蓄與借款控股公司（savings and loan holding companies, SLHCs）和一些州特許機構。
美國國會於1989年8月9日通過1989年金融機構改革、恢復、與執法法案（Financial Institutions Reform, Recovery and Enforcement Act of 1989），同時也創立OTS做為財政部下的一個機構。OTS不由國會撥款來維持運作，而由它所管理機構的估值來支付年度預算。
OTS是一獨特的聯邦金融管理機構，原因於它不只管理儲蓄機構，也管理控股公司。這使得OTS得以全面管理著名的金融公司，如奇異公司、美國國際集團公司、美通金融、美國運通、摩根史坦利、和美林證券。OTS對奇異和美國國際集團的管理被歐盟視為等同歐盟管理機構，讓這兩家公司的歐盟內金融業務無須接受歐盟機構的管理。
OTS在亞特蘭大、達拉斯、澤西市、舊金山、芝加哥設有分支辦公室。
其他類似的管理機構有貨幣監理局（Office of the Comptroller of the Currency）、聯邦存款保險公司、聯邦储備理事會（Federal Reserve）、和國家信用合作社管理局（National Credit Union Administration）。
2010年多德-弗蘭克法案將OTS裁撤併入貨幣監理局。

## 外部連結
儲蓄機構管理局官方網站（英） （页面存档备份，存于）